# Kotliská
Kotliská (1937 m) – szczyt w Niżnych Tatrach na Słowacji.

## Położenie
Kotliská znajdują się w zachodniej części Niżnych Tatr, w tzw. Dumbierskich Tatrach. Ich szczyt leży w głównym grzbiecie niżnotatrzańskim, ok. 9 km na zachód od Dumbiera (w linii prostej), pomiędzy szczytami Chabeńca na zachodzie i Polany na północnym wschodzie. W kierunku południowym od szczytu Kotlisk oddziela się boczny grzbiet z potężnym masywem Skałki. Od Chabeńca oddziela szczyt Kotlisk odcinek dość wyrównanego grzbietu wysokości ok. 1860 m, którego najniższy punkt to Chabenecké sedlo (1843 m), od Polany – szerokie Krížske sedlo (1775 m), od Skałki – płytkie obniżenie grzbietu (ok. 1865 m) z charakterystyczną kopą pośrodku.

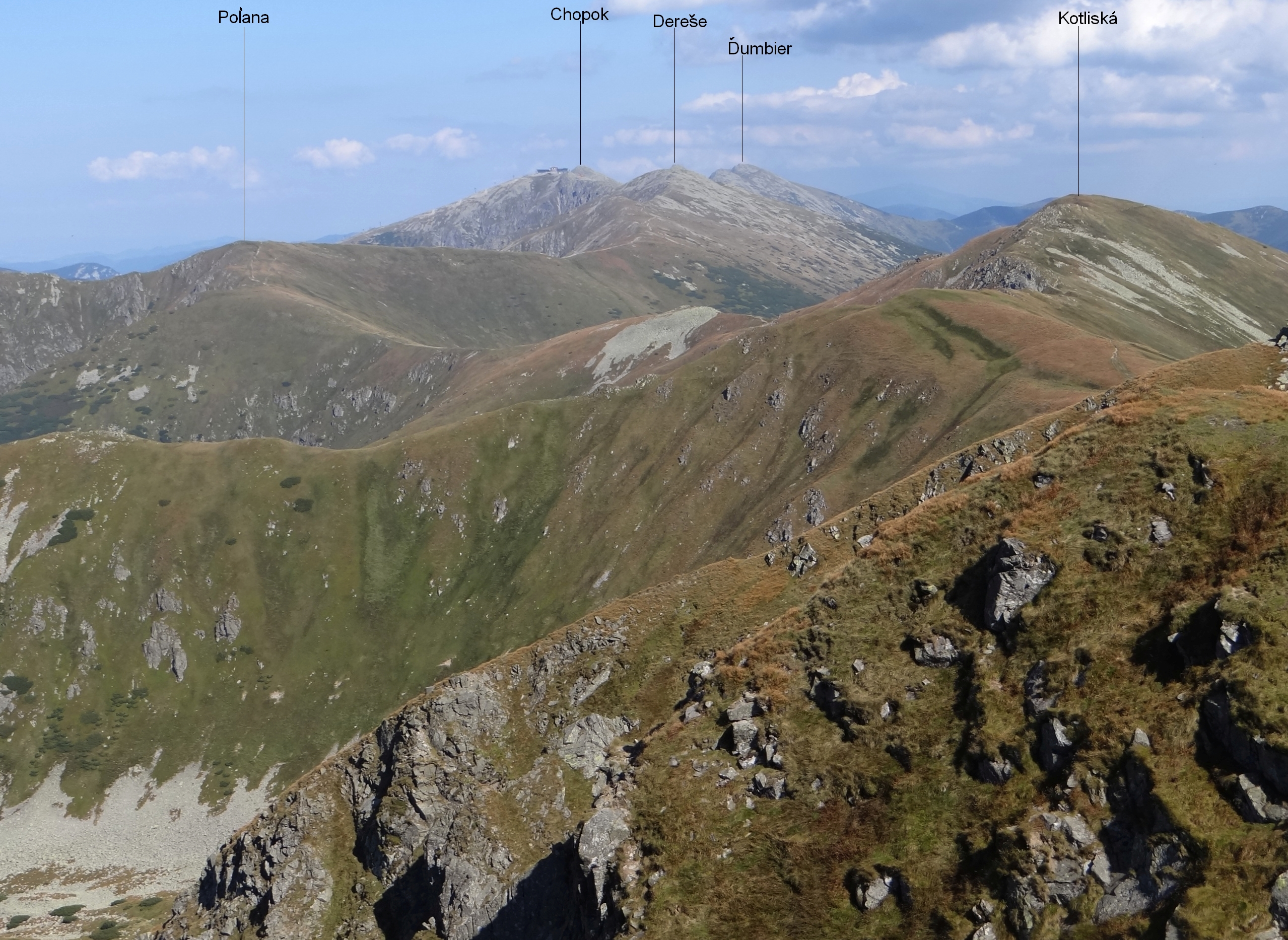
Widok z Chabenca
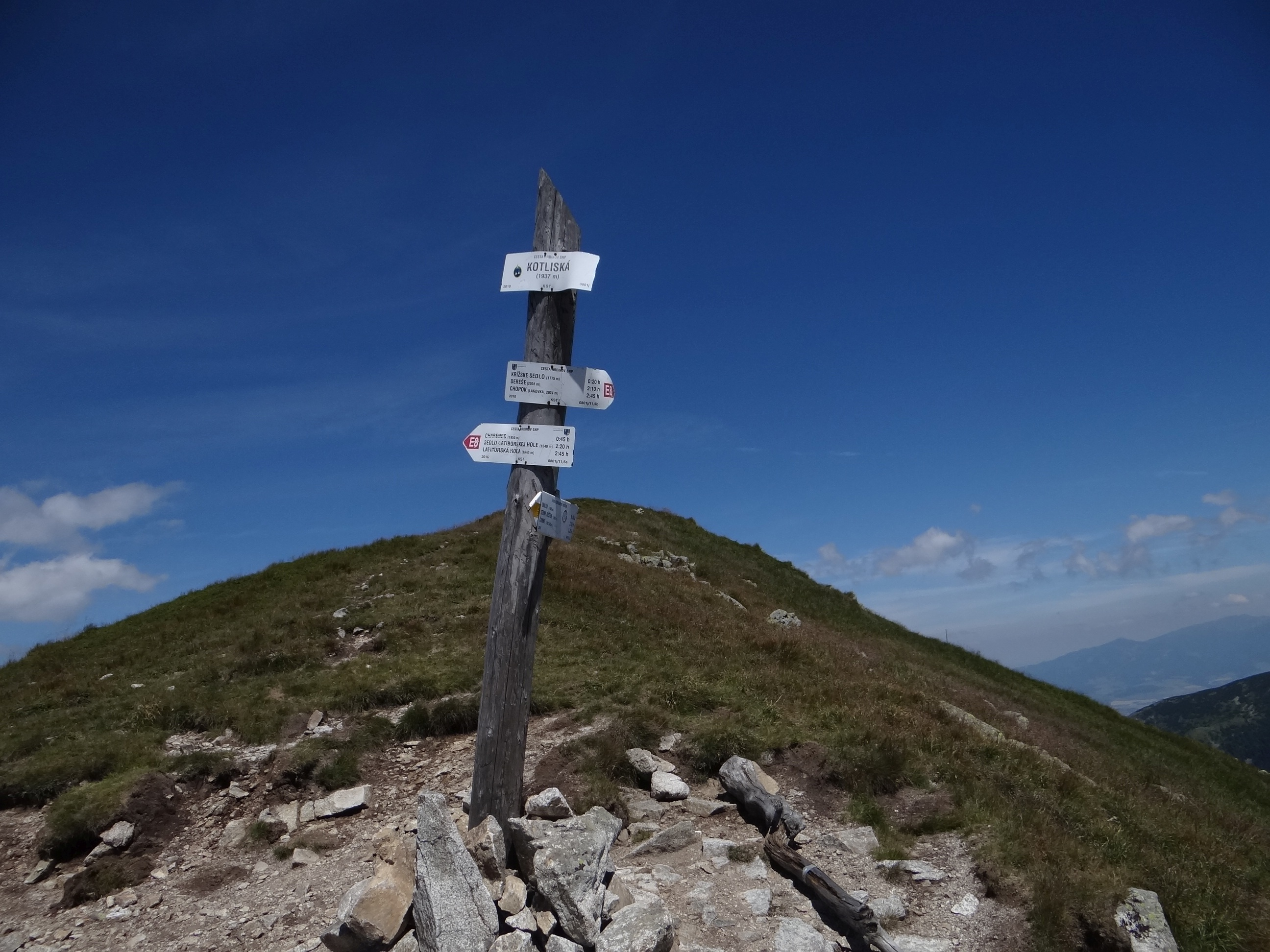
Szczyt Kotliská
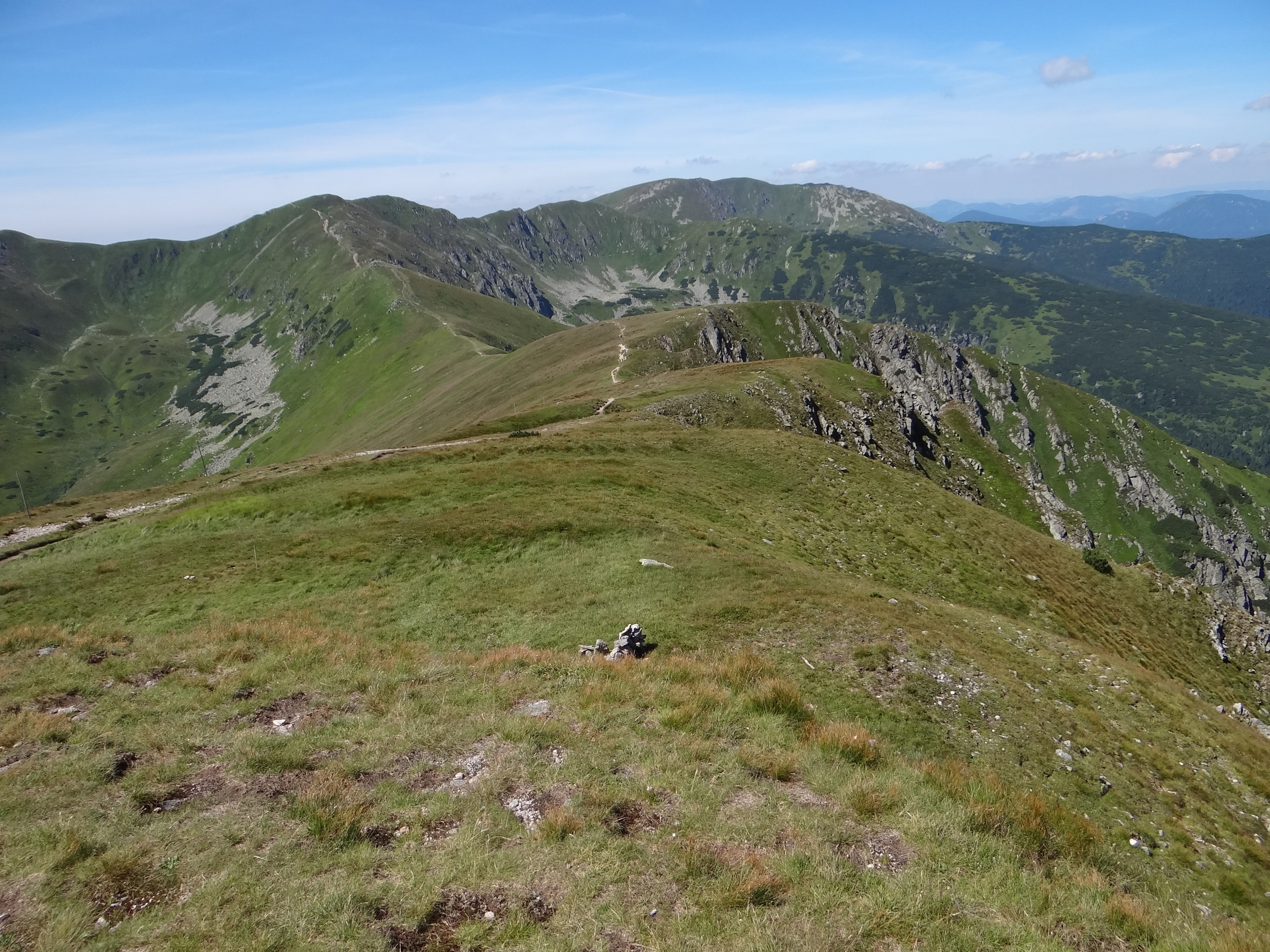
Widok z Poľany

## Geologia i morfologia
Masyw Kotlisk budują – podobnie jak cały centralny fragment głównego grzbietu Niżnych Tatr – jasne granity tzw. „dumbierskie”. Szczyt góry ma formę kształtnego trójściennego ostrosłupa, którego krawędzie wyznaczają wymienione wyżej grzbiety, natomiast ściany opadają stromo ku trzem kotłom polodowcowym, stanowiącym zamknięcia trzech potężnych niżnotatrzańskich dolin walnych: Krzyskiej na północy, Vajskovskiej na wschodzie i Łomnistej na południowym zachodzie (stąd też pochodzi nazwa szczytu). Najmocniej urzeźbione, pocięte kilkoma żlebami i rozdzielającymi je filarami, są stoki północne nad Doliną Krzyską.

## Przyroda ożywiona
Kopułę szczytową Kotlisk pokrywają hale, jedynie na stokach północnych wzdłuż wypukłych form terenowych dość wysoko wspinają się płaty kosodrzewiny. Stoki Kotlisk są jedną z ostoi kozicy w Niżnych Tatrach, którą właśnie tu, na stokach Kotlisk w zamknięciu Dolony Łomnistej, reintrodukowano w latach 1969-1974 (wypuszczono tu 28 osobników odłowionych w Tatrach Wysokich i Bielskich).
Cały masyw Kotlisk leży na terenie Parku Narodowego Niżne Tatry. Stoki opadające do dolin Łomnistej i Vajskovskiej obejmuje rezerwat przyrody Skalka.

## Turystyka
Przez szczyt Kotlisk głównym grzbietem Niżnych Tatr biegnie czerwono znakowany magistralny szlak turystyczny tych gór, tzw. Cesta hrdinov SNP. Południowym grzbietem od strony Skałki na Kotliská wyprowadzają żółte znaki szlaku turystycznego z Doliny Vajskovskiej (z węzła szlaków zwanego Črmné). Dzięki temu szczyt jest licznie odwiedzany, a panorama z niego – choć niezbyt rozległa – zapewnia wejrzenie w zamknięcia wyżej wspomnianych trzech dolin i na otaczające je grzbiety.
  odcinek: Chopok – Deresze – sedlo Poľany – Poľana – Krížske sedlo – Kotliská – Chabenec. Czas przejścia: 2.25 h, ↓ 2.55 h
  Wylot doliny Vajskovskiej (Črmné) – Strmý vrštek – sedlo pod Žiarom – Žiar – Žiarska hola – Skalka – Kotliská. Czas przejścia: 4.30 h, ↓ 3.50 h